# Biotop

Uppdelning i klimattyper och ekotyper enligt Holdridges livszoner.

En biotop är en biologisk term för en typ av omgivning, med naturliga gränser, där vissa växt- eller djursamhällen hör hemma. Biotopens speciella egenskaper gör att vissa organismer trivs bättre än andra och biotopen påverkar därför vilka djur och växter som lever i området. Den grupp av organismer som lever i en biotop kallas dess biocenos. I ett industriellt utvecklat samhälle som Sverige är alla biotoper i någon mån påverkade av mänsklig verksamhet, såsom olika former av industriell verksamhet, åkerbruk, djurhållning och vattenanvändning. Ett mycket stort antal biotoper är ett direkt resultat av sådana verksamheter. Exempel på biotoper är äng, lövskog, insjö och hällmark. Med enklare ord är en biotop ett område där vissa växter och djur trivs bättre.

## Exempel på olika biotoptyper
- Insjö
- Kärr
- Mosse
- Strand
- Öken
- Savann
- Stäpp
- Regnskog
- Korallrev
- Lövsumpskog
- Bäck
- Hav